# マリオカート7
『マリオカート7』（マリオカートセブン、Mario Kart 7）は、2011年12月1日に任天堂より発売されたニンテンドー3DS専用レースゲーム。家庭用ゲーム機用のマリオカートシリーズとしては7作目にあたり、シリーズで初めてタイトルにナンバリングが記されている。開発は任天堂とレトロスタジオとの合作である。
日本国内においては、本作は発売からわずか4日間で45万1932本という、当時の3DS向けソフトの中で過去最高の初週販売本数を記録。発売から1ヶ月には、売上が100万本を突破し、ニンテンドー3DS用ソフトで初のミリオンセラーとなった（『スーパーマリオ 3Dランド』と同じ週に達成）。
2015年12月3日に『マリオ&ルイージRPG ペーパーマリオMIX・マリオカート7 ダブルパック』が発売。2018年7月19日には、特別仕様の2DS LL本体にダウンロード版「マリオカート7」をプリインストールした、『Newニンテンドー2DS LL マリオカート7パック』が発売。

## ゲーム内容
コースに「陸海空」が取り入れられており、空中でハンググライダーのように滑空できるパーツを展開する、水中で後方にスクリュープロペラのパーツを取り付けて走行するといった要素が登場。さらに、一つの長大なコースを3つのセクションに区切って、それぞれをラップとしてラップタイムを測るコースも登場する。
他にも、カートの「フレーム」「タイヤ」「グライダー」の3種類を組み合わせてカートのカスタマイズができたり、「ドライバー視点」に切り替えて本体を傾けて操作できるなど、新システムが多数搭載されている。また、『マリオカートアドバンス』以来に「コイン」の概念が復活しているが、1度に持てるコインは10枚までに制限されている。
ゲームモードについては、複数人用の「グランプリ」や、「ふうせんバトル」の個人戦が復活し、「コインバトル」にも個人戦が追加された。その一方で、1人用の「VS」や、インターネット対戦の「こくないのだれかと」が削除されている。また、「コインバトル」は本作のみ、レースと同様に10枚までしかコインを持てない。インターネット通信では、国内や海外のプレイヤーとの最大8人対戦が行えるほか、様々な通信要素の拡充がされている。

## 開発
2010年に企画が立ち上がり、当初は8名の少人数で制作が進行したが、本格的に作業を始める段階になった際、『ゼルダの伝説 スカイウォードソード』の制作期間延長に伴い、任天堂社内で開発の人員が不足したため、レトロスタジオの協力を得ての開発となった。
コースの開発に関しては、任天堂とレトロスタジオで折半することになったが、任天堂の森本嘉久はレトロスタジオのトム・アイビーに、空中や海中を走る本作の新要素を盛り込みつつ「クラシックコース」の再現を依頼した。レトロスタジオはニンテンドー3DSでのソフトウェア開発経験がなかったが、「クラシックコース」を再現する作業によって、3DSでの開発手法を学びつつ、マリオカートのコースに関するデザインについても学ぶことができた。
クラシックコースのグラフィックに関しては、レトロスタジオのライアン・パウエルは「ルイージマンション」を例に挙げて、元作品のイメージに近づけつつ、『マリオカートDS』でコースとして登場したルイージマンションの印象も残すように腐心した。
キャラクターに関しては、本作では空中を走る要素をカートにグライダーをつけて実現することになったが、その際グライダーにキャラクターの頭がぶつからないようにしなければならなくなり、それに加えてキャラクターの躍動感をどのように表現するか任天堂の石川雅祥とレトロスタジオのヴィンス・ジョリーで議論を重ね調整していった。
本作の開発が上手く進んだ理由に関して、当時社長の岩田聡はレトロスタジオが「マリオカート」の面白さを理解し、仕事にやりがいを感じてくれたことや、問題点の意識共有が円滑に進んだことを挙げている。その背景には、レトロスタジオ側に3Dツールを高いレベルで使いこなせる技術者がいて、宮本茂が言う「動かして面白いかを見極める」ことを実践しているからであると本作プロデューサーの紺野秀樹は語っている。
ゲームシステムについて、本作では「コイン」を復活させた。紺野やプログラムディレクターの白岩祐介は本作以前からコインを復活させたいと考えていたが、他の作業との兼ね合いで実装できなかったことから、本作では最初から実験的に実装することが決まった。結果的にはこれが功を奏し、空中や水中コースでコイン取得が楽しみにつながり、カスタムパーツの取得方法としての役割も担うことになった。また白岩はフレームレートを60 fpsに収めることに挑戦した。60フレームを実現するために白岩は、多くのキャラクターを登場させたいプランナーと、絵を精細にしたいデザイナーとの調整に追われた。
音楽を担当した永田権太は「いわゆるレースゲームのBGMにならない」ことを意識して作曲した。また本作ではレース中にBGMを変化する仕組みを搭載したが、これをほかの要素にも使用することを考えた結果、プレイヤーが1位になっているとBGMが盛り上がる仕組みを導入した。この演出は開発中の段階からスタッフの間で「イケイケトラック」と呼ばれていた。
こうして本作は3Dにしたマリオカートとして違和感がない仕上がりとなり、『スーパーマリオ 3Dランド』の製作スタッフも本作を参考にした。